# 多羅菩薩

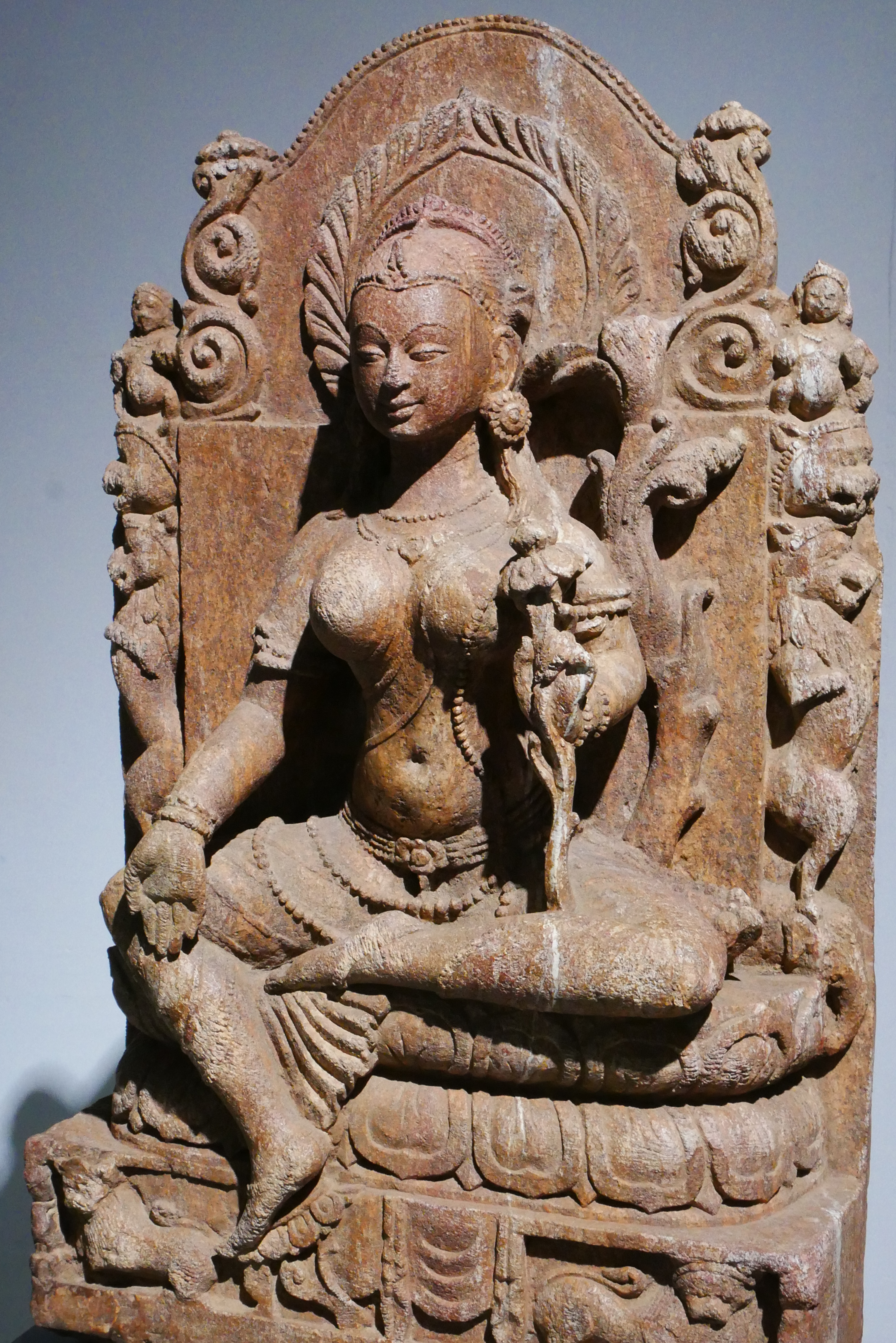
中印度砂岩度母像（11～12世紀）

多羅菩薩（羅馬化：Tārā；多羅，意為救渡者、保護者及救濟者。藏語：སྒྲོལ་མ།，威利转写：sgrol ma，THL：drol-ma；卓瑪，意為“救渡”），此名是由梵音漢譯。藏傳佛教與漢傳佛教中，認為多羅菩薩是觀世音菩薩的化身，有一說觀世音菩薩的眼淚化成度母，右邊的眼淚化為代表智慧的綠度母，左邊的眼淚則是代表慈悲的白度母。

## 歷史

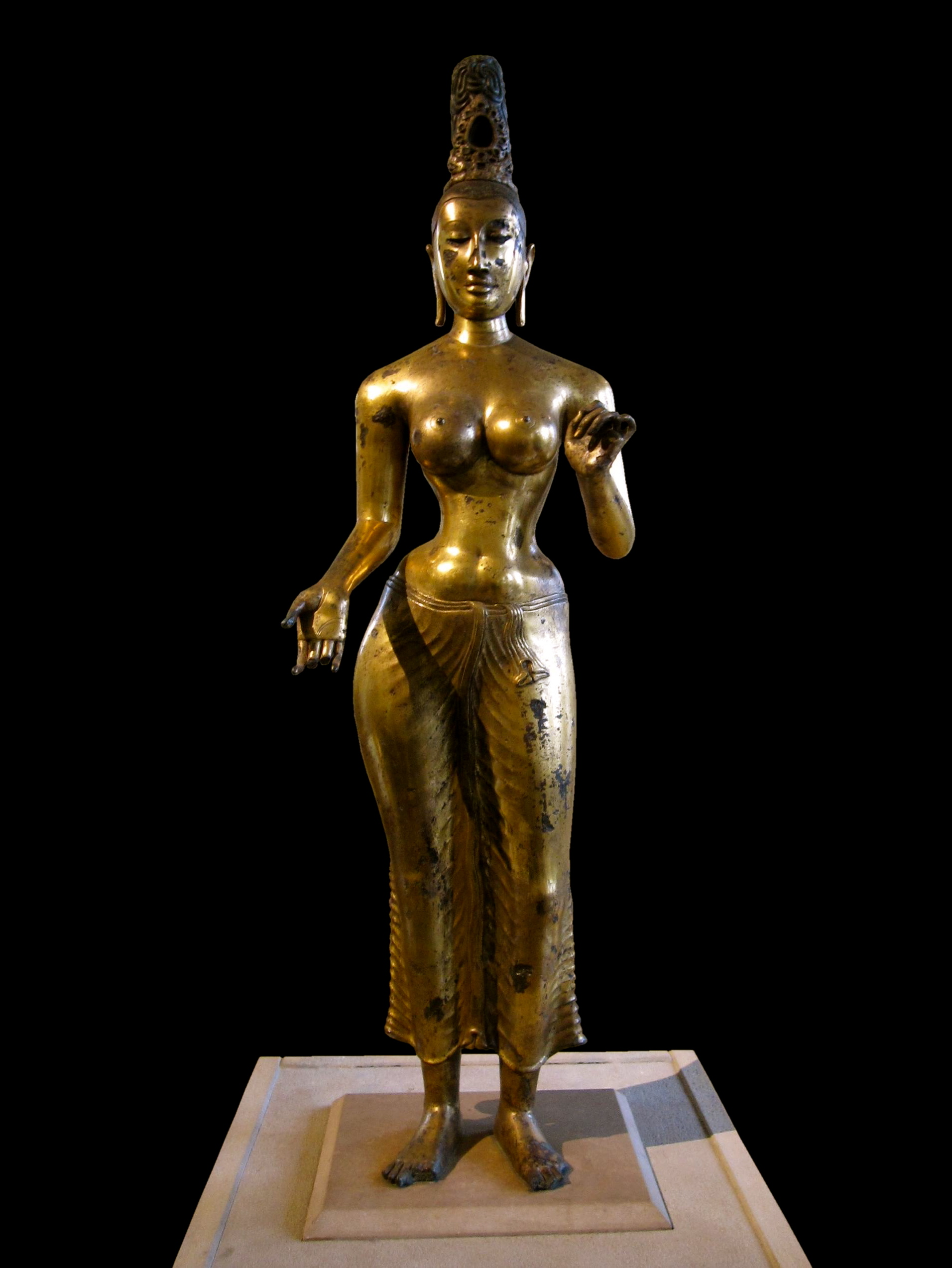
來自斯里蘭卡的公元7世紀至8世紀的鍍金青銅多羅菩薩聖像，現藏於大英博物館

多羅菩薩的信仰在古印度時代就存在著記錄，從那爛陀大學遺跡所出土的佛菩薩像中，發現多尊多羅菩薩像，現在的菩提伽耶大覺塔上，還是保留雕刻的多羅菩薩像。

## 經典

### 經論概述
漢傳佛教經典收錄：《佛說大方廣曼殊室利經》、《佛說聖多羅菩薩經》、《讚揚聖德多羅菩薩一百八名經》、《觀自在菩薩隨心呪經》。
藏傳佛教經典收錄：《禮讚聖救度佛母－諸佛之母》、《聖救度佛母二十一種禮讚經》、《聖多羅菩薩救濟八難經》、《聖多羅菩薩自誓願陀羅尼》。
《佛說大方廣曼殊室利經-觀自在菩薩授記品》裡記載，觀世音菩薩頂禮如來，進入普光明多羅三昧，從右眼放出光芒幻化一女子，告知將救度沉淪生死苦海的眾生，即為多羅菩薩。

## 本願
第一次發願：
在無量劫前的「種光世界」鼓音如來出世，有一公主名「般若月」，天生善根深植，禮敬三寶，那世界的人們壽命極長，般若月公主至心供養佛弟子長達一百萬零八年，每日以無數珍寶瓔珞供養，諸比丘眾都讚嘆祂道：「您如此恭敬虔誠，今生必然獲得正果，若是能至心於佛前發願，一切所願必能成就，那麼您何不發願轉變女身成男，方便修行呢？」
般若月公主就說云：「我觀：此處無男亦無女，無人無識亦無我，男女名稱皆虛假，世間劣智迷惑生。」接著繼續說道：「從來以男身修行佛道的人是很多的，可是以女身修行佛道的卻很少。所以我今日於佛前發願直至虛空界毀壞之時，我都以女身度化一切眾生。」
第二次發願：
多羅菩薩又曾經在不空成就佛面前，發願曰：「願我能護持十方一切苦難的眾生，並且降服一切魔障，從此九十五大劫中，每天都能度化百萬眾生，使其身心安穩快樂。」
諸佛感佩祂的願行，故賜名「多羅」（救度）菩薩，以其能度化眾生、施予無畏的緣故。
第三次發願：
大悲觀自在菩薩無量劫來救度眾生，但是眾生仍然常溺五欲生死苦海、輪迴六道受無量諸苦，菩薩因為悲憫蒼生而不由得悄然落淚，當此之時雙眼的眼淚頓時各變現出綠多羅菩薩和白多羅菩薩，各自合掌恭敬，向觀自在菩薩同聲說道：「菩薩，您不要擔心，我等誓度一切流轉生死苦海的眾生，為菩薩分擔救度眾生的悲願。」因此，多羅菩薩是觀自在菩薩悲淚的化身。

## 種字
多羅菩薩種子字是綠色的：「Tāṃ」，藏文作ཏཱྃ，白多羅菩薩則是白色。這個種子字象徵多羅菩薩的智慧、本智。

## 淨土
多羅菩薩（度母）的法身遍滿一切處，為了利益一切眾生也能隨處示現。一般來說，多羅菩薩（度母）的淨土，主要有幾個地方：
1.極樂世界（或作：極樂淨土。觀世音菩薩、大勢至菩薩、多羅菩薩等菩薩海眾圍繞阿彌陀佛）。
2.補怛洛伽山（指位於印度南方的普陀山。觀世音菩薩、多羅菩薩於此居住、說法）。
3.玉葉莊嚴淨土（或譯：璁葉莊嚴淨土）。
所以修持多羅菩薩（度母）法門，仍然以發願往生極樂世界為目標。包括有兩個原因：第一，多羅菩薩（度母）的本地阿彌陀佛有大願攝受，極樂世界更容易往生，往生以後永不退轉；第二，往生極樂世界以後，可以隨意往返補怛洛伽山等淨土以及十方佛國世界。

## 多羅菩薩（度母）
經典多數直稱「多羅菩薩」、「度母」，在信眾口語稱呼時，也會加上綠字稱作「綠多羅菩薩」、「綠度母」。
在諸佛的身、口、意、功德、事業當中，多羅菩薩代表諸佛的事業，但實際也還是包括了諸佛的身、口、意、功德。多羅菩薩也是諸佛慈心的體現。
依伏藏《度母四曼達前行祈請文》，則認為是由法身普賢佛母化為報身金剛亥母，再化為救苦救難的度母。格魯派則認為度母是金剛瑜伽母在事部的化身。
多羅菩薩一面二臂、身綠色，嚴飾瓔珞著天衣，現慈悲相，左手拈優缽羅花（烏巴拉花），右手結施與願印，象徵施於一切眾生無畏、慈悲滿願，雙腳屈左展右，右足踏在蓮花上表示隨時準備起身救度苦難眾生，猶如慈愛的母親，拯救獨子一般的每位眾生。
佛教經論中說，多羅菩薩法門具足一切息增懷誅的功德，能夠消除一切眾生的煩惱、痛苦，滿足一切眾生願求，增長現世富貴、長壽、平安、吉祥，消除病苦、魔障等等，幫助眾生解脫生死苦海，臨終往生極樂世界，獲得究竟安樂，救度眾生非常迅速，摧滅魔業極為勇猛。
多羅菩薩為了不同根器的眾生，又化現了二十一多羅菩薩（二十一度母）、一百八多羅菩薩（一百八度母）、五百多羅菩薩（五百度母）等等，包括了非常有名的「白多羅菩薩（白度母）」、「紅多羅菩薩（紅度母）」、「黃多羅菩薩（黃度母、雨寶持世菩薩、財寶天女）」等等，其中像是作明佛母（咕嚕咕咧佛母）、「穰麌梨童女（消伏毒害母、毒消母）」、「葉衣菩薩（山間葉衣母）」、「孔雀明王（大孔雀母）」、「辯才天女（妙音天女、具海天女）」、「摩利支天菩薩（具光母、光明母）」、「一髻羅剎王菩薩（一髻母）」等等，全都是度母的化現，這在漢文、藏文的經典、儀軌經（續典）當中都有記載。有些佛教徒也認為，所有女性聖者都是多羅菩薩的化現。

## 白多羅菩薩（白度母）
白多羅菩薩（白度母）是多羅菩薩（綠度母）的化身之一，其著名程度僅次於主尊多羅菩薩（綠度母）。一面二臂七目身相白色，顏容端正，法相寂靜、殊妙莊嚴，乃佛教中以治病、延壽為特色的本尊之一。白度母與無量壽智光王佛、尊勝佛母，都有延壽的功德，在藏傳佛教中合稱「長壽三尊」。
身相白色為息災之意；全身的七個眼目，雙手雙腳各有一眼，第三隻眼睛則在眉心中央，能夠照見一切瘟疫疾病的緣起，從而息滅，由此故白度母亦稱為「七眼佛母」。如月光般清淨的無垢光明照耀世間，縱然百千萬星宿俱時為聚集，殊勝威光仍然遠超於彼，受到各方眾生的禮敬。

## 紅多羅菩薩（紅度母）
紅多羅菩薩（紅度母），又稱作三昧耶多羅（三昧耶度母），為度母之一，為觀世音菩薩的化身，因為外型為紅色，因此得名。紅度母的經典多屬伏藏，寧瑪派視其為懷法本尊，主要收錄於大寶伏藏、亦有敦珠伏藏和秋吉林巴伏藏傳規，新續薩迦十三金法的紅度母則收錄於小三紅類，為出自無上部的母續中金剛班扎拉續。
有人認為作明佛母（咕噜咕咧佛母）即是紅度母化身。但通常認為是度母化身。

## 二十一多羅菩薩（二十一度母）
在藏傳佛教經典中的《聖救度佛母二十一種禮讚經》中詳細介紹度母的功德事業、誦經利益，並說明因應眾生的種種需求化現二十一多羅菩薩（度母）：
1. 救度速勇母  #奋迅救度母
2. 百秋朗月母  #月色白度母
3. 紫磨金色母  #紫磨金色母
4. 如來頂髻母  #如来顶髻母
5. 怛囉哞字母  #吽音叱咤母
6. 釋梵火天母  #帝梵恭奉母
7. 特囉胝發母  #胜伏他方母
8. 都哩大緊母  #大怖救度母
9. 三寶嚴印母  #三宝严印母
10. 威德歡悅母  #欢悦威德母
11. 守護眾地母  #解厄圣度母
12. 頂冠月相母  #月相冠冕母
13. 如盡劫火母  #烈焰圣度母
14. 手按大地母  #颦眉圣度母
15. 安穩柔善母  #安乐柔善母
16. 普遍極喜母  #明觉吽度母
17. 都哩巴帝母  #震撼三界母
18. 薩囉天海母  #灭毒圣度母
19. 諸天集會母  #天王所敬母
20. 日月廣圓母  #消疫圣度母
21. 具三真實母  #具光胜度母

井字符号后为索达吉堪布译本
此二十一多羅菩薩（度母），若依照在經典記載的功德誓願，詳加作職能分類，可分作「解脫八難護祐母」、「吉祥圓滿燦耀母」、「善趣道路導引母」、「三惡道門斷除母」四個類別，能夠消除一切災難，滿足一切願求、增長一切功德、斷除一切業障，對於一切眾生的需求無微不至、面面俱到，可說是將大乘菩薩道利益眾生的大悲事業推展到了巔峰，彰顯觀世音菩薩悲德之餘，亦是大乘佛教濟世精神運用於經典形象中的實體呈現。

## 法門聖賢
古代曾經修持多羅菩薩法門的聖賢、人們，不可勝記，著名的聖賢有：
印度的羅睺羅尊者（龍樹菩薩的尊師）、龍樹菩薩、龍菩提菩薩（龍樹菩薩的弟子）、帝洛巴尊者（龍樹菩薩為其尊師之一）、那洛巴尊者（帝洛巴尊者的弟子）、安慧菩薩（又譯堅慧菩薩，世親菩薩的弟子）、月稱菩薩、月官菩薩（安慧菩薩的弟子）、清辯菩薩（念誦名為觀自在菩薩隨心陀羅尼的多羅菩薩咒語三年）、阿底峽尊者、法賢大師(宋代，從印度來中國翻譯多羅菩薩經典)等等。
漢地的玄奘大師(唐代人，翻譯多羅菩薩咒語、教授智通大師多羅菩薩相關法印)、智通大師（唐代人，通曉梵文）、不空大師(唐代人，翻譯多羅菩薩經典)。
藏地的聖賢也是不可勝記。

## 優缽羅花
多羅菩薩（綠度母）一般法相中，左手持優缽羅花（花又作華，下皆如此）。手持的蓮花上又有兩朵蓮花，一朵未開，一朵半開，均意味著未來、現在、過去三世均是如此的依止著佛法的誓願而行。
優缽羅花，又作優鉢羅花、烏巴拉花，梵語、藏語同作：utpala，巴利語：uppala。即睡蓮。學名：Nymphaea tetragona。譯為青蓮花、黛花、紅蓮花。有青色、赤色、白色等。其中以青色者為最著名，即尼羅烏缽羅花（梵語：nīlotpala），又作泥盧鉢羅花，譯為青蓮華。

## 外部連結
- 多羅菩薩綠度母
- 多羅菩薩相關經典
- 噶當派四本尊法門導修 （页面存档备份，存于）
- 21度母 （页面存档备份，存于）